# Przemysław Lewandowski (koszykarz)
Przemysław Lewandowski (ur. 30 sierpnia 1978 w Warszawie) – polski koszykarz grający na pozycji niskiego skrzydłowego.
Rozegrał 125 meczów w Polskiej Lidze Koszykówki. Jako reprezentant Polski w koszykówce 3x3 w 2014 zdobył tytuł króla strzelców mistrzostw świata.
Jego syn Aleksander również został koszykarzem.

## Przebieg kariery
- 1998-2000 MKS Pruszków
- 2000-2003 Kotwica Kołobrzeg
- 2003-2004 AZS Koszalin
- 2004-2005 Stal Ostrów Wielkopolski
- 2005-2006 Legion Legionowo
- 2005-2006 Stal Ostrów Wielkopolski
- 2006-2007 Kager Gdynia
- 2007-2010 Polonia 2011 Warszawa
- 2010-2012 Siden Polski Cukier Toruń
- 2012 PWiK Piaseczno
- 12.2012-2013 SKK Siedlce
- 2013-2014 Znicz Pruszków
- 2015–2017 KK Warszawa
- od 2018 Legion Legionowo

## Sukcesy
Drużynowe
- Puchar Polski (1999)
- Wicemistrzostwo Polski (2000)

Indywidualne
- Król strzelców mistrzostw świata w koszykówce 3x3 (2014)[2]

Reprezentacja
- Dwukrotny uczestnik mistrzostw świata w koszykówce 3x3 (2014[3], 2016[4])
- Uczestnik mistrzostw Europy w koszykówce 3x3 (2016[5])